# Globonautes macropus
Globonautes macropus је животињска врста класе Crustacea која припада реду Decapoda.

## Угроженост
Ова врста се сматра угроженом.

## Распрострањење
Ареал врсте је ограничен на мањи број држава. 
Врста има станиште у Гвинеји, Либерији и (непотврђено) Сијера Леонеу.

## Станиште
Станишта врсте су шуме и слатководна подручја.